# Arani (Tiruvallur)
Arani es una ciudad y nagar Panchayat situada en el distrito de Tiruvallur en el estado de Tamil Nadu (India). Su población es de 12833 habitantes (2011). Se encuentra orillas del río Arani, a 38 km de Tiruvallur y a 61 km de Chennai.

## Demografía
Según el censo de 2011 la población de Arani era de 12833 habitantes, de los cuales 6392 eran hombres y 6441 eran mujeres. Arani tiene una tasa media de alfabetización del 80,62%, superior a la media estatal del 80,09%: la alfabetización masculina es del 88,66%, y la alfabetización femenina del 72,63%.